# Neolophonotus zopherus
Neolophonotus zopherus là một loài ruồi trong họ Asilidae. Neolophonotus zopherus được Londt miêu tả năm 1986. Loài này phân bố ở vùng nhiệt đới châu Phi.